# Осава Хідеюкі
Хідею́кі Оса́ва (яп. 大澤 秀之, англ. Hideyuki Osawa; 5 січня 1979, Японія) — японський хокеїст, захисник.  
У складі національної збірної Японії учасник кваліфікаційних турнірів до зимових Олімпійських ігор 2010, та почав виступати за головну команду країни з 2005 року, на чемпіонатах світу — 2005 (дивізіон I), 2006 (дивізіон I), 2007 (дивізіон I), 2008 (дивізіон I), 2009 (дивізіон I) і 2010 (дивізіон I).
Виступав за: «Ніппон Пейпер-Крейнс».

## Досягнення
- Переможець Хокейної Ліги Азії (2007, 2009, «Папер Крейнес»)